# Jablanica, Sevnica
Jablanica je naselje v Občini Sevnica.